# بيتر غودموندسون (كرة سلة)
بيتر غودموندسون مواليد 30 أكتوبر 1958 في ريكيافيك، هو مدرب كرة سلة أيسلندي ولاعب سابق. بدأ مسيرته الاحترافية في سنة 1980. تم اختياره من قبل فريق بورتلاند ترايل بلايزرز خلال الدرافت. يبلغ طوله 7 قدم 2 بوصة (2.2 م). لعب كرة السلة الجامعية في جامعة واشنطن. اعتزل اللعب في 1992.

## المسيرة الاحترافية
لعب مع ريفر بليت في سنة 1980، ثم لعب مع بورتلاند ترايل بلايزرز في موسم 1981–1982، ثم لعب مع نيوكاسل إيجلز في موسم 1984–1985، ثم لعب مع لوس أنجلوس ليكرز في موسم 1985–1986، ثم لعب مع سان أنطونيو سبرز من سنة 1987 إلى 1989.

## روابط خارجية
- بيتر غودموندسون على موقع إن بي أي (الإنجليزية)
- بيتر غودموندسون على موقع سبورتس رفرنس (الإنجليزية)
- بيتر غودموندسون على موقع كلية كرة السلة في سبورتس رفرنس.كوم (الإنجليزية)
- بيتر غودموندسون على موقع ريلجم (الإنجليزية)
- بيتر غودموندسون على موقع بروبوليرز (الإنجليزية)